# Comuna Dovjîk, Cernihiv
Dovjîk (în ucraineană Довжик) este o comună în raionul Cernihiv, regiunea Cernihiv, Ucraina, formată din satele Dovjîk (reședința), Rohoșci, Tabaiivka și Unucikî.

## Demografie
Componența lingvistică a comunei Dovjîk
     Ucraineană (95,14%)
     Rusă (4,09%)
     Alte limbi (0,39%)
Conform recensământului din 2001, majoritatea populației comunei Dovjîk era vorbitoare de ucraineană (95,14%), existând în minoritate și vorbitori de rusă (4,09%).